# 31-es busz (Debrecen)

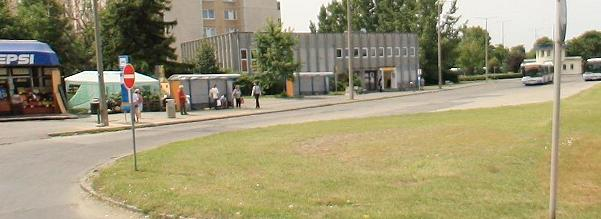
Doberdó utca

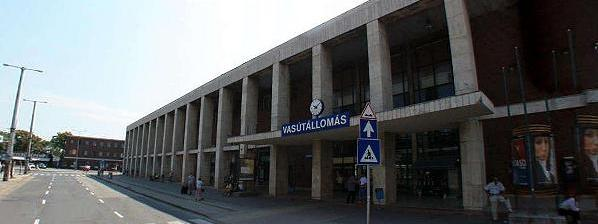
Nagyállomás

A debreceni 31-es jelzésű autóbusz a Doberdó utca és a Nagyállomás között közlekedett, a viszonylat a 2-es villamos üzembe állásával 2014. március 1-jével megszűnt. Útvonala során érintette a Belvárost, a Csokonai Vitéz Mihály Gimnáziumot, a Bolyai János Általános Iskolát, a DAB székházat, a Dienes László Gimnáziumot, a Malomparkot, a Dózsa György Általános Iskolát, a Kölcsey Központot, a Tanítóképző Főiskolát, a Debrecen Plázát, a Fórum Debrecent, a Vegyipari Szakközépiskolát, a Csokonai Színházat és a Kistemplomot.

## Története
Az első 31-es autóbusz 1976. július 18-án indult el, eredetileg a Nagyállomás és a Bolyai utca között. A Petőfi tértől végigment a Vörös Hadsereg útján (mai Piac utca), onnan kanyarodtak a Hatvan utcára, majd a Bethlen, a Mester és a Csemete utcákra. Onnan a Dózsa György út, Végh Dezső utca (a mai Nádor utca), végül pedig a Gyöngyösi utca – Tanácsköztársaság útja – Egyetem tér – Bolyai utca – Poroszlay utca – Gyöngyösi utca útvonalon jutottak el a Bolyai utcai végállomásig. Az első útvonalat 1983. október 8-án módosították – a buszok onnan kezdve a Gyöngyösi utcára fordulás helyett továbbmentek a Thomas Mann, Mikszáth Kálmán utcán át a Békéssy Béla, Kartács utca útvonalon, egészen a Doberdó utcáig. A 3 percenként induló buszok tele voltak, melyek a Nagytemplom előtt kanyarogtak. Sokszor egyszerre két 31-es busz is indult a végállomásról. Az akkori üzemeltető a Hajdú Volán a legtöbb esetben Ikarus 280-as buszokat indított. A 80-as évek második felében érkező Ikarus 284-es buszok is ezen a vonalon álltak forgalomba. 1986-tól kezdve a dízel-földgáz üzemű buszok is közlekedtek a vonalon. A főtér átépítése előtt volt olyan terv, mely szerint a 31-es busz DUO-busszá alakul át, de ez nem valósult meg. 2000-ben elkezdődött a főtér átépítése. Emiatt augusztus 21-től a 31-es buszok a Piac utca – Kálvin tér – Hunyadi utca útvonalon közlekedtek. A Kálvin térnél egy megállóhelypár került kialakításra. 2001. március 5-től közlekedik a 31-busz a megszűnéskori útvonalán, azaz a Piac utca – Kossuth utca – Burgundia utca – Rákóczi utca – Hunyadi utca útvonalon. Ekkor jött létre a 32-es busz, mely ekkor még gyorsjáratként közlekedett. Ezóta a köznyelvben a 31-es megnevezés általában a 31-es és 32-es buszok együttesére utalt. Később újabb változás következett be. A 90-es évek óta egyre fiatalabb buszok jelentek meg a 31-esen. 2009-ben a DKV átvette az autóbuszok üzemeltetését, és kizárólag alacsony padlós Volvo-Cívis buszokat indítottak. Úgy gondolták, hogy az új járműpart ráveszi az embereket, hogy tömegközlekedéssel járjanak. De ez az elképzelés nem jött be. 2010-ben, az első komolyabb járatritkítások miatt rohamosan kezdett csökkenni a járatok kihasználtsága, a 31-32-es buszok együttesen 4-5 percenként jártak. De ekkor már tervezték a 2-es villamos megépítését, elsősorban a Doberó utcai lakótelep közlekedésének javítása érdekében. A buszok a DAB-székház megállótól rendkívül kicsi kihasználtsággal közlekedtek. A Dózsa György utcai járatok a 2-es villamos építése folyamán többször terelőútvonalon közlekedtek. A 31-es buszt a legtöbbször a Böszörményi útra terelték. A 31-es és 32-es buszt kiváltó 2-es villamos 2014. február 26-án indult el, viszont a kiváltandó járatok még 28-áig közlekedtek, amikor végleg megszűntek.

### Gyors 31-es busz
A 31-es busz a meghosszabbítás után a legforgalmasabb járattá vált. Gyakran történt utaslemaradás. Ennek csillapítására indították el 1984. január 2-án a 31-es buszt. A járat egy gyorsjárat volt, mely csak csúcsidőben közlekedett 8 perces követési idővel. A járat csak a Doberdó utca, Károlyi Mihály utca, Dab-székház, Domus, a Kistemplom és a Nagyállomás megállóhelyeken állt meg. A járat menetideje 3-6 perccel volt rövidebb. A járat egészen 1993-ig közlekedett. A szeptember 1-jei menetrend már nem tartalmazta.

### Kritika a járat megszüntetéséről
A villamos ritkábban, nagyobb menetidővel kevesebb utat tesz meg, mint a busz. Míg a 31-es buszok a Burgundia utca érintésével jártak, a villamos a főtéren át megy. Továbbá az Egyetem sugárút környékén a 32-es járatokkal kényelmesen el lehetett érni Debrecen legnagyobb közlekedési csomópontjai közül a Segner teret és a távolsági buszpályaudvart, míg a villamos átadása után ezt csak a óránként járó 13-as busszal, és a 20-30 percenként járó 10-es járatokkal lehet közvetlenül megoldani. Az is felmerült, hogy legalább a 32-es buszt meghagyják, de akkor a 2-es villamos építésének elsődleges célja nem teljesült volna.

### Váltás a villamosra
A villamosok már az utas nélküli próbaüzem alatt lassabbak voltak, mint a buszok, annak ellenére, hogy nem kellett az utascserére várni és egyenesen a főtéren át mentek.
A villamos 2014. február 26-án indult és március elsejéig együtt járt a villamossal, semmilyen átszervezés nem volt. Az akkor ingyenesen üzemelő 2-es villamos mellett haladtak az üres csuklós buszok. További érdekesség, hogy még jegyellenőrzés is volt a buszon annak ellenére, hogy vele párhuzamosan járt egy ingyenes járat.

## Legutolsó útvonala
| Nagyállomás felé | Doberdó utca felé |
| --- | --- |
| - Doberdó utca - Kartács utca - Békessy Béla utca - Mikszáth Kálmán utca - Thomas Mann utca - Nádor utca - Dózsa György utca - Csemete utca - Mester utca - Hunyadi János utca - Rákóczi utca - Burgundia utca - Kossuth utca - Piac utca - Nagyállomás | - Nagyállomás - Piac utca - Kossuth utca - Burgundia utca - Rákóczi utca - Hunyadi János utca - Mester utca - Csemete utca - Dózsa György utca - Nádor utca - Thomas Mann utca - Mikszáth Kálmán utca - Békessy Béla utca - Kartács utca - Doberdó utca |

## Megállóhelyek
A menetidő percben van megadva. A táblázatban a 2014 február 25.-ei adatok vannak megadva
| 31 Nagyállomás felé  |                                 | |                                                                            |                                                                            |                                                                            |
| menetidő             | megállóhely neve                | átszállási kapcsolatok                                                                                               |                                                                            |                                                                            |                                                                            |
| 0                    | Doberdó utca                    | 10, 10A, 10Y, 15, 15Y, 32, 36Y                                                                                       |                                                                            |                                                                            |                                                                            |
| 2                    | Csokonai Vitéz Mihály Gimnázium | 24, 24Y, 32 |                                                                            |                                                                            |                                                                            |
| 3                    | Mikszáth Kálmán utca            | 32 |                                                                            |                                                                            |                                                                            |
| 4                    | Károlyi Mihály utca             | 32 |                                                                            |                                                                            |                                                                            |
| 6                    | DAB-székház                     | 12, 15, 15Y, 23Y, 32                                                                                                 |                                                                            |                                                                            |                                                                            |
| 7                    | Dienes László Gimnázium         | 12, 15, 15Y, 23Y, 32                                                                                                 | Korábban: Nádor utca                                                       | Korábban: Nádor utca                                                       | Korábban: Nádor utca                                                       |
| 10                   | Dózsa György utca               | 12, 15, 15Y, 32 | Ez a Doberdó utca felé menő buszok Nádor utca megállójának párja volt      | Ez a Doberdó utca felé menő buszok Nádor utca megállójának párja volt      | Ez a Doberdó utca felé menő buszok Nádor utca megállójának párja volt      |
| 11                   | Csemete utca                    | 12, 15, 15Y, 32, |                                                                            |                                                                            |                                                                            |
| 14                   | Kölcsey Központ                 | 11, 15, 15Y, 24, 24Y 43,                                                                                             |                                                                            |                                                                            |                                                                            |
| 16                   | Tanítóképző Főiskola            | 11, 15, 15Y, 24, 24Y 43,                                                                                             |                                                                            |                                                                            |                                                                            |
| 18                   | Burgundia utca                  | 15, 15Y 3, 3A |                                                                            |                                                                            |                                                                            |
| 20                   | Csokonai Színház                | 19, 25, 25Y, 41, 41Y, 45, 45H 3, 3A, 4                                                                               |                                                                            |                                                                            |                                                                            |
| 22                   | Kistemplom                      | 10,10A, 10Y, 19, 32, 34, 35, 35E, 35Y, 36, 36E, 42, 42Y                                                              |                                                                            |                                                                            |                                                                            |
| 24                   | Petőfi tér                      | 10,10A, 10Y, 19, 32, 34, 35, 35E, 35Y, 36, 36E, 42, 42Y                                                              |                                                                            |                                                                            |                                                                            |
| 26                   | Nagyállomás                     | 10, 10A, 10Y, 16, 18, 18Y, 21, 30, 30A, 30I, 32, 34, 35, 35Y, 36, 39, 42, 42Y, 43, 44, 46, 46Y, 46E, 47, 48 1, 2, 2A |                                                                            |                                                                            |                                                                            |
| 31 Doberdó utca felé |                                 | |                                                                            |                                                                            |                                                                            |
| menetidő             | megállóhely neve                | átszállási kapcsolatok                                                                                               |                                                                            |                                                                            |                                                                            |
| 0                    | Nagyállomás                     | 10, 10A, 10Y, 16, 18, 18Y, 21, 30, 30A, 30I, 32, 34, 35, 35Y, 36, 39, 42, 42Y, 43, 44, 46, 46Y, 46E, 47, 48 1, 2, 2A |                                                                            |                                                                            |                                                                            |
| 2                    | Petőfi tér                      | 10,10A, 10Y, 32, 34, 35, 35Y, 36, 42, 42Y                                                                            |                                                                            |                                                                            |                                                                            |
| 4                    | Piac utca, Központ              | 10,10A, 10Y, 32, 34, 35, 35Y, 36, 42, 42Y                                                                            | Korábban: Piac utca                                                        | Korábban: Piac utca                                                        | Korábban: Piac utca                                                        |
| 7                    | Csokonai Színház                | 19, 25, 25Y, 41, 41Y, 45, 45H, 3, 3A, 4                                                                              |                                                                            |                                                                            |                                                                            |
| 9                    | Burgundia utca                  | 15, 15Y 3, 3A |                                                                            |                                                                            |                                                                            |
| 11                   | Rákóczi utca                    | 11, 15, 15Y, 22, 22Y 43                                                                                              |                                                                            |                                                                            |                                                                            |
| 13                   | Hunyadi János utca              | 11, 15, 15Y, 22, 22Y 43                                                                                              |                                                                            |                                                                            |                                                                            |
| 15                   | Csemete utca                    | 12, 15, 15Y, 32 |                                                                            |                                                                            |                                                                            |
| 16                   | Dózsa György utca               | 12, 15, 15Y, 32 |                                                                            |                                                                            |                                                                            |
| 19                   | Nádor utca                      | 12, 15, 15Y, 23, 32                                                                                                  | A Nagyállomás felé menő buszok Dózsa György utca megállójának volt a párja | A Nagyállomás felé menő buszok Dózsa György utca megállójának volt a párja | A Nagyállomás felé menő buszok Dózsa György utca megállójának volt a párja |
| 20                   | Dienes László Gimnázium         | 12, 15, 15Y, 23, 32                                                                                                  |                                                                            |                                                                            |                                                                            |
| 21                   | DAB-székház                     | 32 |                                                                            |                                                                            |                                                                            |
| 22                   | Mikszáth Kálmán utca            | 32 |                                                                            |                                                                            |                                                                            |
| 23                   | Csokonai Vitéz Mihály Gimnázium | 22, 22Y, 32 |                                                                            |                                                                            |                                                                            |
| 24                   | Kartács utca                    | 10, 10A, 10Y, 15, 15Y, 32                                                                                            |                                                                            |                                                                            |                                                                            |
| 25                   | Doberdó utca                    | 10, 10A, 10Y |                                                                            |                                                                            |                                                                            |

A megállókat az építkezés alatt sokszor arrébb tették. Így a megállónevek a Csemete utca- Csokonai Gimnázium között az építkezések alatt teljesen eltolódtak, sokszor az azonos nevű megálló párjától egy megálló távolságra volt.

## Járatsűrűség
Megszűnése előtt a járatok 4:20 és 22:50 között közlekedtek. Egy órában akár 7 járat is indult, míg hétvégén 15-20 perc volt a követési idő. A 32-es busszal összevetve csúcsidőben 4, azon kívül 6-8 percenként indultak.